# Lycophotia obscura
Lycophotia obscura là một loài bướm đêm trong họ Noctuidae.